# Spark (canção de Taeyeon)
"Spark" (hangul: 불티; hanja: Bulti) é uma canção gravada pela cantora sul-coreana Taeyeon, para seu segundo álbum de estúdio Purpose. Foi lançada em 28 de outubro de 2019, como o primeiro single do álbum, através da SM Entertainment. A canção é escrita por Kenzie e co-composta e arranjada pela mesma, juntamente com Anne Judith Wik e Ronny Svendsen.
Comercialmente, "Spark" atingiu a posição de número dois nas paradas semanais sul-coreanas. Seu vídeo musical correspondente foi dirigido por Lee In-hoon e lançado na mesma data da canção.

## Antecedentes e composição
Em 10 de outubro de 2019, a SM Entertainment, anunciou que o segundo álbum de estúdio de Taeyeon, seria lançado no final do mês de outubro. Além disso, informações do álbum também foram revelados, como seu título sendo Purpose e seu single principal convertendo-se na faixa "Spark", a ser lançada simultaneamente com o lançamento do álbum.
Com duração de três minutos e 37 segundos, "Spark" é descrita como pertencente aos gêneros soul-pop alternativo, incorporando uma melodia intensa e letras que possuem diversas metáforas, que expressam a identidade de Taeyeon.

## Recepção

### Crítica profissional
| Críticas profissionais | Críticas profissionais |
| Avaliações da crítica  | Avaliações da crítica  |
| Fonte                  | Avaliação              |
| ---------------------- | ---------------------- |
| IZM                    | [ 6 ]                  |

Lim Dong-yeob avaliou "Spark" pela IZM, com duas estrelas e meia de um total de cinco.  considerou que a canção induz uma sensação auditiva familiar sem dificuldade e comparou seu estilo musical como uma combinação de "Counting Stars" da banda estadunidense OneRepublic com "Rolling in the Deep" da cantora inglesa Adele. Hwang Seon-up avaliando Purpose também para a IZM, possui opinão semelhante, considerando "Spark" como contendo uma sensação familiar e uma forte referência que parece ser uma mistura de materias de cantoras pop estadunidenses e inglesas.

### Reconhecimento
| Ano  | Prêmio                  | Categoria                       | Resultado | Ref.  |
| ---- | ----------------------- | ------------------------------- | --------- | ----- |
| 2020 | Gaon Chart Music Awards | Canção do Ano – Outubro         | Indicado  | [ 8 ] |
| 2020 | Mnet Asian Music Awards | Melhor Performance Vocal – Solo | Indicado  | [ 9 ] |
| 2020 | Mnet Asian Music Awards | Canção do Ano                   | Indicado  | [ 9 ] |

| Programa         | Emissora | Data                   | Ref.   |
| ---------------- | -------- | ---------------------- | ------ |
| Music Bank       | KBS      | 8 de novembro de 2019  | [ 10 ] |
| Show! Music Core | MBC      | 9 de novembro de 2019  | [ 11 ] |
| Inkigayo         | SBS      | 10 de novembro de 2019 | [ 12 ] |

## Desempenho nas paradas musicais
"Spark" estreou em seu pico de número dois pela Gaon Digital Chart na Coreia do Sul, na semana referente a 27 de outubro a 2 de novembro de 2019. Em sua primeira semana de lançamento, o single obteve 47.032.838 pontos de índice digital através dos serviços de música online sul-coreanos. Além disso, a canção também realizou entradas nas outras paradas componentes, estreando em número um pela Gaon Download Chart e número três pela Gaon Streaming Chart A seguir, "Spark" posicionou-se em número seis na parada mensal de novembro de 2019 pela Gaon Digital Chart, além de figurar em sua respectiva parada anual por dois anos seguidos, 2019 e 2020. Pela Billboard K-pop Hot 100, "Spark" estreou em número três na semana de 2 de novembro de 2019, atingindo seu pico de número dois na semana seguinte.
Nos Estados Unidos, "Spark" estreou em seu pico de número 25 pela Billboard World Digital Songs na semana referente a 9 de novembro de 2019.
| Parada musical (2019)                          | Melhor posição |
| ---------------------------------------------- | -------------- |
| Coreia do Sul (Gaon Digital Chart)             | 2              |
| Coreia do Sul (Billboard K-pop Hot 100)        | 2              |
| Estados Unidos (Billboard World Digital Songs) | 25             |

| Parada musical (2019)              | Posição |
| ---------------------------------- | ------- |
| Coreia do Sul (Gaon Digital Chart) | 134     |
| Parada musical (2020)              | Posição |
| Coreia do Sul (Gaon Digital Chart) | 140     |

## Créditos e pessoal
A elaboração de "Spark" atribui os seguintes créditos, de acordo com o encarte de Purpose.
Produção
- H(EX) – título original
- SM Blue Cup Studio – gravação por Jeong Eui-seok
- SM Concert Hall Studio – mixagem por Nam Gung-jin
- The Mastering Palace – masterização por Dave Kutch
- SM Big Shot Studio – edição digital por Lee Min-gyu, engenharia de mixagem por Lee Min-gyu

Pessoal
- Taeyeon – vocais, vocais de apoio
- Kenzie – letras em coreano, composição, arranjo, vocais de apoio
- Anne Judith Wik – composição, arranjo
- Ronny Svendsen – composição, arranjo